# Äkäsjärvi
Äkäsjärvi är en sjö i Finland. Den ligger i kommunen Muonio i landskapet Lappland, i den norra delen av landet, 800 km norr om huvudstaden Helsingfors. Äkäsjärvi ligger 263,4 meter över havet. Den är 12 meter djup. Arean är 13,1 kvadratkilometer och strandlinjen är 49,31 kilometer lång. Sjön  ingår i Torne älvs huvudavrinningsområde.   Den sträcker sig 10,8 kilometer i nord-sydlig riktning, och 3,6 kilometer i öst-västlig riktning.
I övrigt finns följande i Äkäsjärvi:
- Mustansaari (en ö)
- Vetotaipaleensaari (en ö)
- Amittasaari (en ö)

I övrigt finns följande vid Äkäsjärvi:
- Leustojärvi (en sjö)
- Ranta Ruonajärvi (en sjö)